# Rød pølse

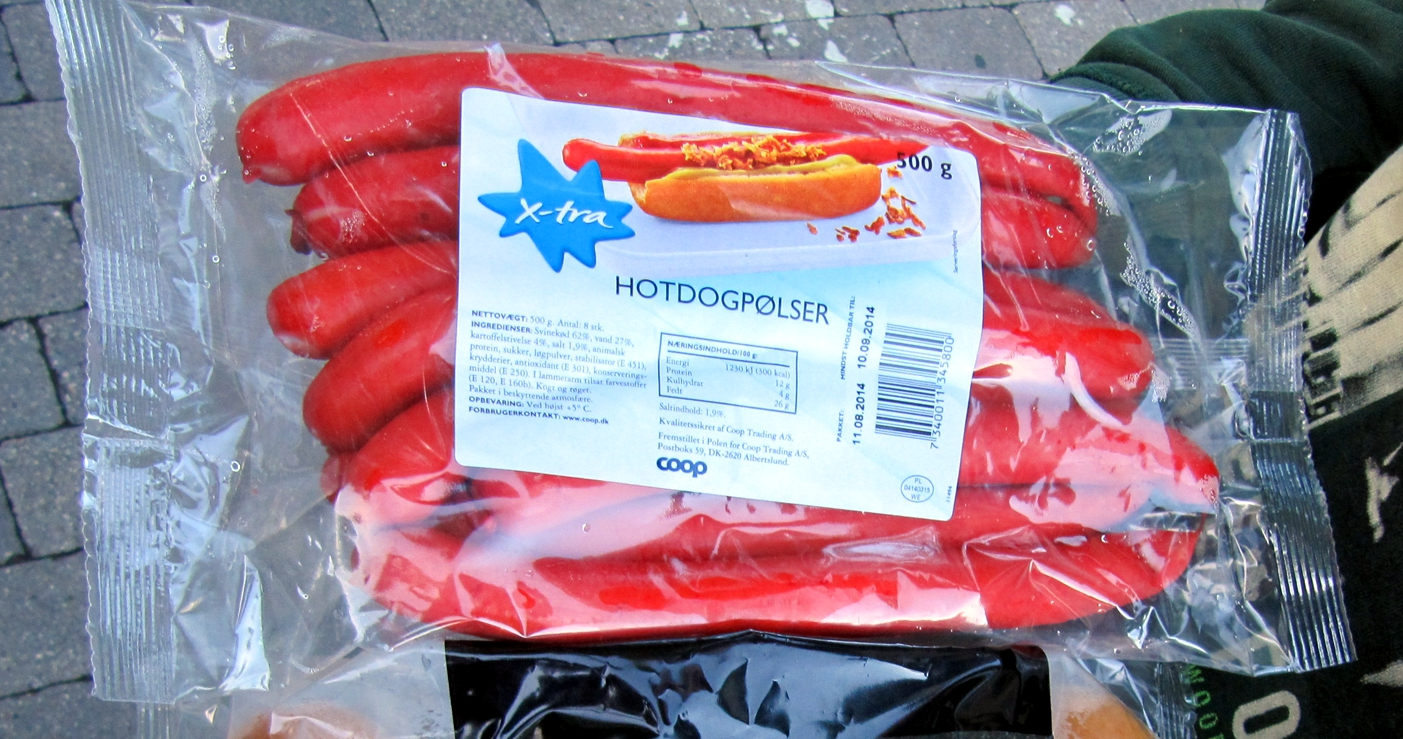
Røde pølser aus einem Supermarkt in Kopenhagen (2014).

Rød pølse (anhörenⓘ) (deutsch rote Wurst, Plural røde pølser) ist eine dänische Wurstspezialität, die außer in Dänemark auch in anderen Teilen Skandinaviens bekannt und erhältlich ist. Sie wird an Imbissbuden erhitzt oder gebraten einzeln angeboten und ist zudem eine traditionelle Komponente für dänische Hotdogs.

## Zusammensetzung
Es handelt sich um eine dünne, mit dem Lebensmittelfarbstoff Karmin leuchtend rot eingefärbte Brühwurst aus fein gekuttertem Schweinefleisch im Darm, ähnlich den in Deutschland bekannten Wiener oder Frankfurter Würstchen.

## Geschichte und Farbgebung
Während der Weltwirtschaftskrise in den 1930er Jahren wurde minderwertiges Fleisch rot eingefärbt und die so markierte Ware zu günstigen Preisen an die ärmere Bevölkerung Dänemarks verkauft. Dieser Umstand hat mit dazu beigetragen, dass man in Schweden später eine Skepsis auch gegenüber den ebenfalls rot gefärbten Würstchen entwickelte, weil man nur aufgrund der Farbe annahm, dass diese aus minderwertigem Fleisch hergestellt worden seien. Erst unter der Regierung Poul Nyrup Rasmussens als dänischer Ministerpräsident wurde dem mit der Aufhebung des Einfuhrverbots der Würstchen nach Schweden entgegengewirkt, auf das Rasmussen aktiv hingewirkt hatte.

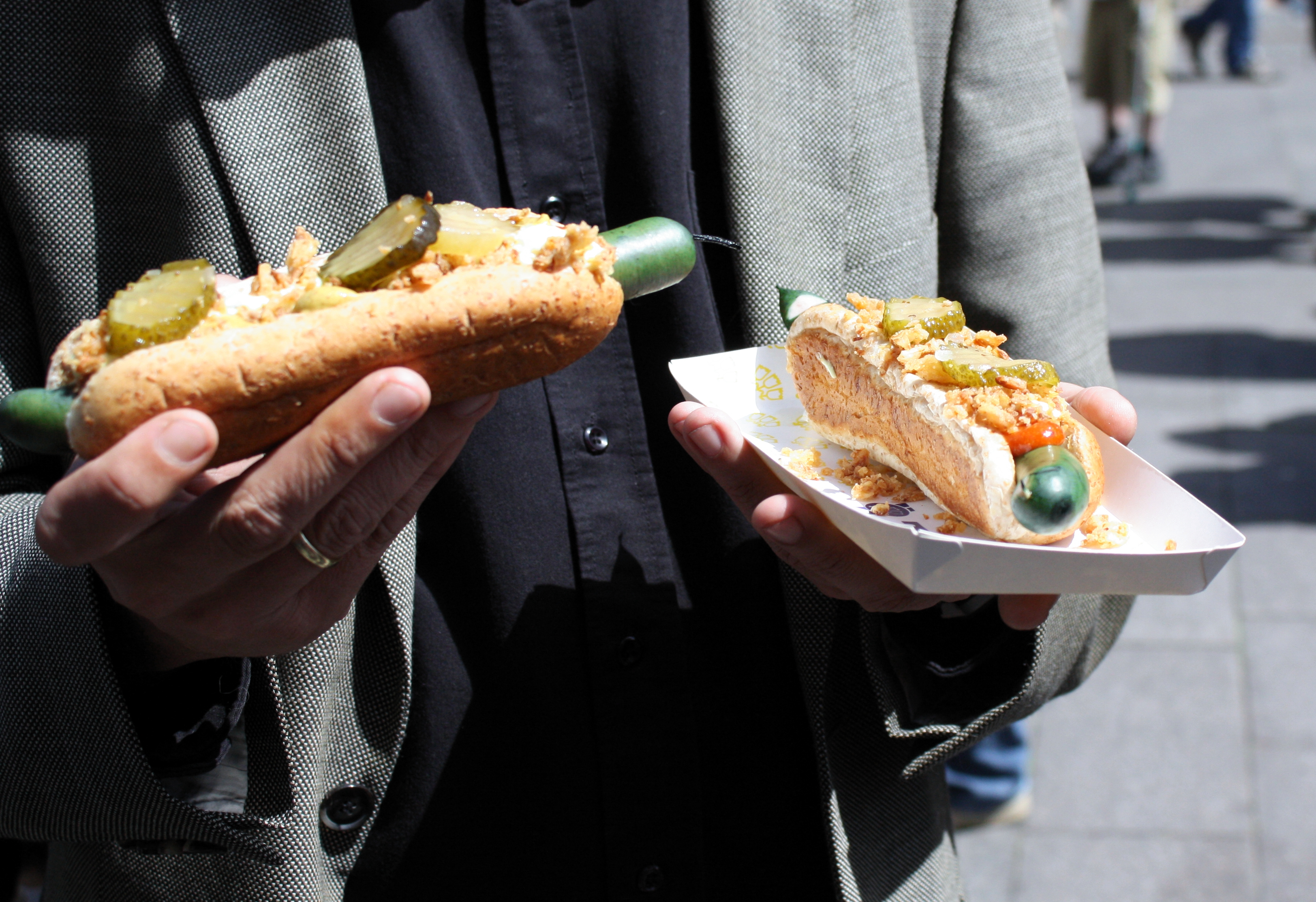
Dänischer Hotdog mit grønne pølser (2009).

Im Jahr 2008 gab es einen Versuch im Rahmen des Grøn Koncert, 22.400 grün- statt rotgefärbte Würstchen  zu verkaufen, der von einem deutschen Fernsehteam dokumentiert wurde, mit dem Ergebnis, dass sich die für Dänen ungewohnt grünen Würstchen nicht abverkauften. Der Versuch, auf dem Grøn Koncert grüne statt rote Würstchen zu verkaufen, etablierte sich jedoch umgehend als Markenzeichen des Musikfestivals, sodass ab dem Konzert im Folgejahr regelmäßig bei diesem grønne pølser angeboten werden, die nun auch nachgefragt werden.
Im Anschluss an das Experiment von 2008 wurde getestet, wie gut sich rote und grüne Würstchen in einer Fußgängerzone in Deutschland verkaufen ließen. Dabei fanden nur grüne Würstchen, die als „weniger seltsam“ eingeschätzt wurden, einen Abnehmer, aber keine roten.

## Verbreitung
Brühwürste dieser Art sind außer in Dänemark auch auf den Färöer-Inseln, in Schweden (schwedisch als röd oder dansk pölse bezeichnet) und Norwegen erhältlich.

## Kritik
Wegen des Farbstoffs Cochenillerot A, der im Verdacht steht, Allergien zu verursachen, war der Handel mit derart gefärbten Würsten in Norwegen und Schweden von 1986 bis 1993 verboten.